# З̆
Cette page contient des caractères spéciaux ou non latins. S’ils s’affichent mal (▯, ?, etc.), consultez la page d’aide Unicode.
З̆ (minuscule : з̆), appelé zé brève, est une lettre additionnelle de l’alphabet cyrillique utilisée en nganassane. Elle est composée du zé ‹ З › diacrité d’un brève.

## Utilisations
Le zé brève ‹ з̆ › est utilisé dans l’orthographe nganassane utilisée dans Jovnitchkaïa 2000 ou la traduction de l’évangile de Luc publiée en 2005 par l’Institut pour la traduction biblique de Moscou. Le dictionnaire nganassane-russe et russe-nganassane de Jdanova, Kostiorkina et Momde publié en 2001 ou l’ouvrage scolaire de Jovnitchkaïa de 2011 utilisent plutôt zé caron ‹ з̌ ›.

## Représentation informatique
Le zé brève peut être représenté avec les caractères Unicode suivants :
- décomposé (cyrillique, diacritiques)[1],[2] :

| formes    | représentations | chaînes de caractères | points de code | descriptions                                     |
| --------- | --------------- | --------------------- | -------------- | ------------------------------------------------ |
| capitale  | З̆               | З◌̌                    | U+0417 U+030C  | lettre majuscule cyrillique zé diacritique brève |
| minuscule | з̆               | з◌̆                    | U+0437 U+0306  | lettre minuscule cyrillique zé diacritique brève |